# Kyle Connor
Kyle Connor (* 9. Dezember 1996 in Clinton Township, Michigan) ist ein US-amerikanischer Eishockeyspieler, der seit April 2016 bei den Winnipeg Jets in der National Hockey League unter Vertrag steht.

## Karriere

### Jugend
Kyle Connor durchlief in seiner Jugend die Belle-Tire-Nachwuchsmannschaften aus dem Großraum Detroit. Im Sommer 2012 wechselte der Angreifer zu den Youngstown Phantoms aus der United States Hockey League (USHL), der höchsten Juniorenliga der Vereinigten Staaten. Als Rookie gelangen ihm dort 41 Scorerpunkte in 62 Spielen, sodass er wenig später zur U18-Auswahl der USA gehörte, die beim Ivan Hlinka Memorial Tournament 2013 die Silbermedaille gewann. In der folgenden Spielzeit 2013/14 gelang ihm der Durchbruch in USHL, so erzielte Connor 31 Tore und 43 Vorlagen in 56 Spielen und wurde am Ende der Saison ins First All-Star Team der Liga berufen. Im Anschluss war er erneut Teil der US-amerikanischen U18-Nationalmannschaft, die bei der U18-Weltmeisterschaft 2014 die Goldmedaille errang. Connor selbst erreichte dabei eine turnierbeste Plus/Minus-Statistik von +8.
Nachdem der Angreifer die USHL in der folgenden Spielzeit in Punkten (80) angeführt hatte und zum Spieler des Jahres gekürt wurde, wählten ihn die Winnipeg Jets im NHL Entry Draft 2015 an 17. Gesamtposition aus. Da Connor aus Altersgründen aus der USHL ausgeschieden war, begann er im Herbst 2015 ein Studium an der University of Michigan und spielte parallel für deren Eishockey-Team, die Wolverines, in der National Collegiate Athletic Association (NCAA). Im Trikot der Wolverines gelang dem US-Amerikaner eine herausragende Freshman-Saison, in der er einen Punkteschnitt von fast 2,0 pro Spiel erreichte (71 Punkte in 38 Spielen) und mit dem Team die Meisterschaft in der Big Ten Conference gewann. Mit 35 Treffern stellte er außerdem einen Rekord für die meisten Tore eines Freshman an der University of Michigan auf. Zudem wurde er zum Rookie und Spieler des Jahres der Conference gewählt und ins First All-Star Team berufen. Darüber hinaus war Connor neben Jimmy Vesey (späterer Gewinner) und Thatcher Demko einer von drei Finalisten um den Hobey Baker Memorial Award, der den besten College-Spieler des Landes ehrt.

### NHL
Nach seiner ersten College-Saison unterzeichnete er im April 2016 einen Einstiegsvertrag bei den Winnipeg Jets. Im Anschluss nahm er im Mai gleichen Jahres mit dem Team USA an der Weltmeisterschaft 2016 teil und belegte dort mit der Mannschaft den vierten Platz. In der Saison 2017/18 etablierte sich Connor im NHL-Aufgebot der Jets, erzielte 57 Scorerpunkte und führte darüber hinaus alle Rookies der Liga mit 31 erzielten Treffern an. Nach 66 Scorerpunkten in der folgenden Spielzeit unterzeichnete er im September 2019 einen neuen Siebenjahresvertrag in Winnipeg, der ihm ein durchschnittliches Jahresgehalt von 7,14 Millionen US-Dollar einbringen soll. In der Folgesaison 2019/20 erreichte er erstmals einen Punkteschnitt von über 1,0 pro Spiel (73 Punkte in 71 Partien) und steigerte diese Leistung in der Spielzeit 2021/22 noch einmal deutlich auf 93 Punkte in 79 Einsätzen, womit er neue Mannschaftsrekorde bei den Jets für Punkte und Tore (47) in einer Saison aufstellte. Darüber hinaus ehrte man ihn mit der Lady Byng Memorial Trophy für hohen sportlichen Standard und Fairness auf dem Eis. Den erwähnten Rekord verbesserte er in der Spielzeit 2024/25 noch einmal auf 97 Punkte, wobei er sich auch erstmals unter den zehn besten Scorern der Liga platzierte. Demzufolge berücksichtigte man ihn im NHL First All-Star Team.

## Erfolge und Auszeichnungen
| - 2015 USHL-Spieler des Jahres - 2016 Meisterschaft der Big Ten Conference mit der University of Michigan - 2016 Big-Ten-Conference-Spieler des Jahres - 2016 Tim Taylor Award - 2016 NCAA West First All-American Team | - 2016 Finalist um den Hobey Baker Memorial Award - 2022 Teilnahme am NHL All-Star Game - 2022 Lady Byng Memorial Trophy - 2024 Teilnahme am NHL All-Star Game - 2025 NHL First All-Star Team |

### International
- 2013 Silbermedaille beim Ivan Hlinka Memorial Tournament
- 2014 Goldmedaille bei der U18-Junioren-Weltmeisterschaft

## Karrierestatistik
Stand: Ende der Saison 2024/25

### International
Vertrat die USA bei:
- Ivan Hlinka Memorial Tournament 2013
- U18-Junioren-Weltmeisterschaft 2014
- Weltmeisterschaft 2016
- 4 Nations Face-Off 2025

(Legende zur Spielerstatistik: Sp oder GP = absolvierte Spiele; T oder G = erzielte Tore; V oder A = erzielte Assists; Pkt oder Pts = erzielte Scorerpunkte; SM oder PIM = erhaltene Strafminuten; +/− = Plus/Minus-Bilanz; PP = erzielte Überzahltore; SH = erzielte Unterzahltore; GW = erzielte Siegtore; 1 Play-downs/Relegation; Kursiv: Statistik nicht vollständig)